# Aeroportul Ono-I-Lau
Aeroportul Ono-I-Lau (IATA: ONU, ICAO: NFOL) este un aeroport din Diviziunea Orientală, Fiji.
aeroportul dispune de o singură pistă.